# George Prochnik
George Prochnik (* 1961 in den USA) ist ein US-amerikanischer Literaturwissenschaftler und Essayist.  

## Leben
George Prochnik ist ein Sohn eines assimilierten Juden und einer nichtjüdischen Mutter. Er konvertierte zum Judentum und zog mit seiner Frau Anne nach Israel, um an die geistigen Wurzeln jüdischen Lebens zu kommen. Prochnik unterrichtete englische und amerikanische Literatur an der Hebräischen Universität Jerusalem. Sie sahen sich vom spirituellen und Alltagsleben in Israel vielfältig enttäuscht, und die Familie kehrte in die USA zurück, als schließlich auch noch mit der Ermordung Jitzchak Rabins 1995 sich das politische Klima in Israel radikalisierte. In den USA wurde 2001 die Ehe geschieden.  
Prochnik lebt und arbeitet als Journalist und Schriftsteller in New York. Er ist ständiger Mitarbeiter der US-amerikanischen Zeitschrift Cabinet. Er schreibt für The New Yorker, New York Times, Bookforum und Los Angeles Review of Books. 
Der US-amerikanische Neurologe James Jackson Putnam, über den er das Buch Putnam Camp: Sigmund Freud, James Jackson Putnam and the Purpose of American Psychology verfasste, ist Prochniks Urgroßvater.

## Ehrungen Auszeichnungen
- 2014 National Jewish Book Award für Biographie für sein Buch über Stefan Zweig, The Impossible Exile: Stefan Zweig at the End of the World.
- 2014 Shortlist des Wingate Literary Prize für The Impossible Exile: Stefan Zweig at the End of the World.

## Schriften (Auswahl)
- Putnam Camp: Sigmund Freud, James Jackson Putnam and the Purpose of American Psychology. New York : Other Press, 2006
- In pursuit of silence: listening for meaning in a world of noise. New York : Anchor Books, 2010
- The Impossible Exile: Stefan Zweig at the End of the World. Random House, 20111
  - Das unmögliche Exil. Stefan Zweig am Ende der Welt. Übersetzung Andreas Wirthensohn. München : C. H. Beck Verlag, 2016 ISBN 9783406697562
- Stranger in a Strange Land: Searching for Gershom Scholem and Jerusalem. London : Granta, 2016